# Gouvernement Stocker
IIe République d'Autriche
Nehammer 
Le gouvernement Stocker (en allemand : Bundesregierung Stocker) est le gouvernement fédéral de la république d'Autriche depuis le 3 mars 2025, sous la XXVIIIe législature du Conseil national.
Il est dirigé par le conservateur Christian Stocker, dont le parti est arrivé deuxième aux élections législatives. Il repose sur une coalition tripartite, inédite depuis plus de 80 ans, entre conservateurs, sociaux-démocrates et libéraux. Il succède au gouvernement Nehammer.

## Historique du mandat
Le gouvernement est dirigé par le nouveau chancelier fédéral conservateur Christian Stocker. Il est constitué d'une coalition tripartite entre le Parti populaire autrichien (ÖVP), le Parti social-démocrate d'Autriche (SPÖ) et NEOS - La nouvelle Autriche et le Forum libéral (NEOS). Ensemble, ils disposent de 110 députés sur 183, soit 60,1 % des sièges du Conseil national.
Il est formé à la suite des élections législatives du 29 septembre 2024.
Il succède donc au gouvernement Nehammer, constitué et soutenu par une coalition entre le Parti populaire et Les Verts (Grünen), initialement dirigé par Karl Nehammer, puis par intérim par Alexander Schallenberg.

### Deux échecs consécutifs
Lors des élections législatives, le Parti de la liberté d'Autriche (FPÖ), d'extrême droite, arrive en tête avec environ 29 % des voix. Il devance le Parti populaire, en recul de 11 points avec 26 % des suffrages, et le Parti social-démocrate, qui réalise le pire score de son histoire avec 21 % des voix.
Le 22 octobre, le président fédéral Alexander Van der Bellen charge Karl Nehammer de former un nouveau gouvernement après avoir constaté l'impossibilité pour le président du Parti de la liberté Herbert Kickl de forger une coalition. Le chancelier sortant annonce sa volonté de constituer une majorité tripartite entre le Parti populaire, le Parti social-démocrate et NEOS. La présidente de NEOS Beate Meinl-Reisinger annonce le 3 janvier 2025 qu'elle quitte la table des négociations. Karl Nehammer informe le lendemain de la rupture des discussions entre l'ÖVP et le SPÖ ainsi que de sa prochaine démission.
Le chef de l'État confie le 6 janvier à Herbert Kickl une mission de formation, après que l'ÖVP a approuvé l'ouverture de négociations avec le FPÖ sous l'égide de son nouveau président par intérim Christian Stocker. Les négociations entre le Parti de la liberté et le Parti populaire s'interrompent le 12 février sur un constat d'échec.

### Première coalition tripartite depuis 1949
Finalement, après avoir repris leurs discussions, le Parti populaire, le Parti social-démocrate et NEOS annoncent le 27 février s'être entendus pour mettre sur pied une coalition gouvernementale, concluant la plus longue période de négociations post-électorales depuis la fin de la Seconde Guerre mondiale. C'est la première fois depuis 1949 que la coalition gouvernementale se compose de trois partis. La liste des futurs ministres est dévoilée le lendemain, à raison de cinq pour l'ÖVP en plus de la chancellerie, six pour le SPÖ et deux pour NEOS.
Ce même 28 février, l'accord est très largement approuvé par la direction de l'ÖVP et par les différentes branches du SPÖ. Les adhérents de NEOS ratifient le contrat de coalition le 2 mars à 94 % des voix, dépassant largement la majorité qualifiée des deux tiers requise. Le gouvernement prête serment et entre en fonction le 3 mars.

## Composition
| Fonction | Titulaire | Titulaire                | Titulaire                | Parti |
| --- | --------- | ------------------------ | ------------------------ | ----- |
| Chancelier fédéral                                                                                                |           | Christian Stocker        | Christian Stocker        | ÖVP   |
| Vice-chancelier Ministre fédéral du Logement, des Arts, de la Culture, des Médias et des Sports                   |           | Andreas Babler           | Andreas Babler           | SPÖ   |
| Ministre fédérale des Affaires européennes et internationales                                                     |           | Beate Meinl-Reisinger    | Beate Meinl-Reisinger    | NEOS  |
| Ministre fédérale du Travail, des Affaires sociales, de la Santé, des Soins et de la Protection des consommateurs |           | Korinna Schumann         | Korinna Schumann         | SPÖ   |
| Ministre fédéral de l'Éducation                                                                                   |           | Christoph Wiederkehr     | Christoph Wiederkehr     | NEOS  |
| Ministre fédéral des Finances                                                                                     |           | Markus Marterbauer       | Markus Marterbauer       | SPÖ   |
| Ministre fédérale des Femmes, de la Science et de la Recherche                                                    |           | Eva-Maria Holzleitner    | Eva-Maria Holzleitner    | SPÖ   |
| Ministre fédéral de l'Intérieur                                                                                   |           | Gerhard Karner           | Gerhard Karner           | ÖVP   |
| Ministre fédéral de l'Innovation, des Mobilités et des Infrastructures                                            |           | Peter Hanke              | Peter Hanke              | SPÖ   |
| Ministre fédérale de la Justice                                                                                   |           | Anna Sporrer             | Anna Sporrer             | SPÖ   |
| Ministre fédéral de l'Agriculture et des Forêts, du Climat et de l'Environnement, des Régions et des Eaux         |           | Norbert Totschnig        | Norbert Totschnig        | ÖVP   |
| Ministre fédérale de la Défense nationale                                                                         |           | Klaudia Tanner           | Klaudia Tanner           | ÖVP   |
| Ministre fédéral de l'Économie, de l'Énergie et du Tourisme                                                       |           | Wolfgang Hattmannsdorfer | Wolfgang Hattmannsdorfer | ÖVP   |
| Ministre fédérale de la Famille, de la Jeunesse, de l'Union européenne et de l'Intégration                        |           | Claudia Plakolm          | Claudia Plakolm          | ÖVP   |